# Костылевский сельсовет
Костылевский сельсове́т — упразднённое муниципальное образование со статусом сельского поселения в составе Куртамышского района Курганской области России. 
Административный центр — село Костылево.
Законом Курганской области от 12 мая 2021 года № 48 к 24 мая 2021 года упразднён в связи с преобразованием муниципального района в муниципальный округ.

## История
В соответствии с Законом Курганской области от 6 июля 2004 года № 419 сельсовет наделён статусом сельского поселения.

## Население
| 1989 | 2002  | 2010 | 2012 | 2013 | 2014 | 2015 |
| ---- | ----- | ---- | ---- | ---- | ---- | ---- |
| 1515 | ↘1386 | ↘967 | ↘906 | ↘841 | ↘790 | ↘753 |
| 2016 | 2017  | 2018 | 2019 | 2020 |      |      |
| ↘715 | ↘707  | ↘697 | ↘671 | ↘659 |      |      |

## Состав сельского поселения
| № | Населённый пункт | Тип населённого пункта       | Население |
| - | ---------------- | ---------------------------- | --------- |
| 1 | Вехти            | деревня                      | ↘240      |
| 2 | Клоктухино       | деревня                      | ↘180      |
| 3 | Костылево        | село, административный центр | ↘354      |
| 4 | Черноборье       | деревня                      | ↘193      |